# Governo episcopal
Governo episcopal ou política episcopal é uma forma hierárquica de governo eclesiástico na qual as principais autoridades locais são chamadas de bispos. A palavra "bispo" aqui é derivada do termo latino britânico e latim vulgar *ebiscopus / *biscopus, do grego antigo ἐπίσκοπος epískopos que significa "supervisor". É a estrutura usada por muitas das principais Igrejas e denominações cristãs, como a Católica, Ortodoxa, Ortodoxa Oriental, Igreja do Oriente, Anabatista, Luterana e Anglicana ou denominações, e outras Igrejas fundadas independentemente dessas linhagens. Muitas denominações metodistas têm uma forma de política episcopal conhecida como conexionalismo.